# Betton
Betton (bretonsko Lanvezhon) je naselje in občina v severozahodnem francoskem departmaju Ille-et-Vilaine regije Bretanje. Leta 2009 je naselje imelo 10.137 prebivalcev.

## Geografija
Naselje leži v pokrajini Bretaniji ob reki Ille in vodnem kanalu Ille-et-Rance, 10 km severovzhodno od središča Rennesa.

## Uprava
Betton je sedež istoimenskega kantona, v katerega so poleg njegove vključene še občine La Chapelle-des-Fougeretz, Montgermont in Saint-Grégoire s 25.206 prebivalci.
Kanton Betton je sestavni del okrožja Rennes.

## Zanimivosti
- neoromanska cerkev sv. Martina;

## Pobratena mesta
- Altenbeken (Severno Porenje - Vestfalija, Nemčija),
- Barberino di Mugello (Toskana, Italija),
- Grodzisk Wielkopolski (Velikopoljsko vojvodstvo, Poljska),
- Moretonhampstead (Anglija, Združeno kraljestvo),